# Carona
Carona är en liten ort och kommun i norra Lombardiet i provinsen Bergamo Italien. Kommunen hade 304 invånare (2018) och gränsar till kommunerna Branzi, Caiolo, Foppolo, Gandellino, Piateda, Valbondione, Valgoglio och Valleve.